# Zoltán Pető
Zoltán Pető (19 settembre 1974) è un ex calciatore ungherese, di ruolo difensore.

## Carriera

### Club
Ha cominciato la propria carriera nel Debrecen, rimanendo per otto stagioni e vincendo una coppa nazionale; nel 2000 si è trasferito in Belgio al Verbroedering Geel.
Dopo solo metà stagione tornò in patria all'Újpest dove vinse la sua seconda coppa nazionale. Nel 2002/2003 andò al MTK Hungária, vincendo il suo primo campionato.
L'anno dopo è al Sopron, per poi passare di nuovo all'estero, stavolta in Turchia con il Kayserispor. Dopo una sola stagione, torna in Belgio, stavolta al Brussels dove rimane quattro anni.
Tornato in patria, scende in seconda divisione, prima col Felcsút, poi con il Szolnok, con il quale conquista la promozione in massima serie.

### Nazionale
Fu convocato per i giochi olimpici di Atlanta dove ha giocato tutte e tre le partite disputate (e perse) dalla propria nazionale.
Ha esordito con la nazionale maggiore il 26 aprile del 2000, nella vittoriosa amichevole contro l'Irlanda del Nord, giocando titolare la prima ora di gara, prima di essere sostituito da György Korsós. Ha totalizzato 9 presenze in nazionale maggiore, senza mettere a segno reti.

## Palmarès
- Campionato ungherese: 1

MTK Hungária: 2002-2003
- Coppe d'Ungheria: 2

Debrecen: 1998-1999
Újpest: 2001-2002